# Терцо-д’Акуилея
Терцо-д'Акуилея (итал. Terzo d'Aquileia) —  коммуна в Италии, располагается в регионе Фриули-Венеция-Джулия, в провинции Удине. Коммуна находится примерно 
в 40 км к северо-западу от Триеста и в 30 км к югу от Удине.
Население составляет 2896 человек (2015 г.), плотность населения составляет 102 чел./км². Занимает площадь 28,4 км². Почтовый индекс — 33050. Телефонный код — 0431.
Покровителем коммуны почитается  священномученик Власий Севастийский, (итал. Biagio di Sebaste), празднование 3 февраля.

## Демография
Динамика населения: